# The Marriage
Pour les articles homonymes, voir Marriage.
The Marriage est un jeu vidéo de type art game développé et édité par Rod Humble, sorti en 2006 sur Windows.

## Accueil
Engadget a décrit l'attention qu'a reçu The Marriage comme « énorme » à la fois dans le monde du jeu vidéo et en dehors. 
Il a été acclamé pour innovation, l'efficacité de son expression et son impact sur les joueurs,,,.
Le jeu a été présenté en 2007 lors de l'Experimental Gameplay Workshop.